# El Reno
El Reno é uma cidade localizada no estado norte-americano de Oklahoma, no Condado de Canadian.

## Demografia
Segundo o censo norte-americano de 2000, a sua população era de 16.212 habitantes.
Em 2006, foi estimada uma população de 16.222, um aumento de 10 (0.1%).

## Geografia
De acordo com o United States Census Bureau tem uma área de
208,3 km², dos quais 207,1 km² cobertos por terra e 1,2 km² cobertos por água. El Reno localiza-se a aproximadamente 424 m acima do nível do mar.

## Localidades na vizinhança
O diagrama seguinte representa as localidades num raio de 24 km ao redor de El Reno.